# ليبوكين
يعتبر الليبوكين أحد الهرمونات التي تتحكم في الدهون. استخدم هيمنج ماو مصطلح «الليبوكين» للمرة الأولى عام 2008 لتصنيف الأحماض الدهنيةالتي تنظم عملية أيض الدهون التي تعرف باسم «تأثير البروتينات».
ينتقل الحمض النخيلي بواسطة هرمون الليبوكين (المشار إليه بـ C16:1n7-palmitoleate)إلى العضلات والكبد حيث يقوم بتحسين حساسية الخلايا تجاه الإنسولين ويمنع تراكم الدهون بالكبد. وعلاوة على ما سبق؛ اكتشف الباحثون أن زيتيات الحمض النخيلي «بالميتوليات» تمنع تفاقم الالتهاب والذي يعتبره المتخصصون عنصرًا رئيسيًا يؤدي لداء الاستقلاب.
ويقوم الحمض النخيلي أيضًا بدور المؤشر الحيوي لبيان حالة الأيض. ومن منظور أكثر دقة، فإن التركيز المنخفض لمركب الحمض الحر بمصل الدم يشير إلى خطر التعرض لمرض أيضي «داء استقلابي»، وأن تكونات الدهون الجديدة هذه يجب إخضاعها للمثير. وبالإضافة إلى ما سبق فإن إعطاء الحمض النخيلي لأحد المرضى (من خلال المغذيات الطبيعية أو الوسائل الأخرى) يؤثر بصورة إيجابية على تفتيت الدهون.